# The National WWII Museum
The National WWII Museum (anciennement The National D-Day Museum) est un musée situé à La Nouvelle-Orléans aux États-Unis, ville où ont été construits les LCVP.
Il est consacré à la contribution des États-Unis dans l'effort de guerre pendant la Seconde Guerre mondiale.